# Gare de Cobrieux
Gare de Cobrieux vasútállomás Franciaországban, Genech településen.

## Vasútvonalak
Az állomást az alábbi vasútvonalak érintik:
- Somain-Halluin-vasútvonal

## Kapcsolódó állomások
A vasútállomáshoz az alábbi állomások vannak a legközelebb:
- Gare de Genech
- Gare de Cysoing